# Ганс Умлауф
Ганс Умлауф (нім. Hans Umlauf; 29 січня 1918, Гойсвайлер — ?) — німецький офіцер-підводник, капітан-лейтенант крігсмаріне.

## Біографія
3 квітня 1937 року вступив на флот. З березня 1940 року — ад'ютант управління морської артилерії Куксгафена. З липня 1940 року служив в батареї оборони каналу. З жовтня 1940 року — ад'ютант управління морської артилерії Булоні, з грудня 1940 року — Сен-Назера. З серпня 1942 року — офіцер з артилерійського озброєння морського зенітного полку в Сен-Назері.
З лютого по 6 червня 1943 року пройшов курс навігації, з 7 червня по 15 листопада — курс підводника, з 16 листопада 1943 по 2 січня 1944 року — курс командира взводу, 3-15 січня — курс позиціонування (радіовимірювання), з 16 січня по 29 лютого — курс командира підводного човна, з 1 березня по липень — командирську практику на підводному човні U-270, на якому взяв участь в одному поході (6-17 червня). З липня 1944 року — командир U-1168. 4 травня 1945 року наказав затопити човен в рамках операції «Регенбоген». 8 травня 1945 року взятий в полон британськими військами. В липні 1945 року звільнений.

## Звання
- Кандидат в офіцери (3 квітня 1937)
- Кадет служби озброєнь (21 вересня 1937)
- Фенріх служби озброєнь (1 травня 1938)
- Оберфенріх служби озброєнь (1 липня 1939)
- Лейтенант служби озброєнь (1 серпня 1939)
- Оберлейтенант служби озброєнь (1 вересня 1941)
- Оберлейтенант-цур-зее (1 березня 1943)
- Капітан-лейтенант (1 червня 1944)

## Нагороди
- Залізний хрест 2-го класу (1942)